# Pena capital en Irak
La pena capital en Irak es legal.
Fue utilizada generalmente durante el régimen de Sadam Huseín; y lo ha sido desde su derrocamiento. Tras la invasión de Irak de 2003, el administrador estadounidense L. Paul Bremer, suspendió la pena capital el 10 de junio, declarando que "el régimen anterior usó ciertas disposición del código penal como un medio de opresión, en violación de los derechos humanos, internacionalmente reconocidos".
El 8 de agosto de 2004, la pena capital fue restablecida en Irak. La ley iraquí estipula que no pueden ser ejecutadas las personas mayores de 70 años, a pesar de que Tarek Aziz, asesor de Sadam Huseín, había recibido la pena capital a los 74 años. hay un automático correcto de apelar encima todas tales frases. La ley iraquí establece que la ejecución debe ser realizada en un plazo legal de 30 días. El último paso previo a la ejecución, es que el condenado reciba una tarjeta roja. Esto es completado por un funcionario de la corte, con detalles de la sentencia y notificando de que la ejecución es inminente.
En septiembre de 2005, tres tipos condenados por homicidio, fueron los primeros ejecutados desde el restablecimiento de la pena capital. Posteriormente, el 9 de marzo de 2006, un funcionario del Consejo Judicial Supremo de Irak confirmó que las autoridades iraquíes ejecutaron a los primeros insurgentes, por medio de la horca.
El 6 de septiembre de 2006, 26 personas, incluyendo una mujer, fueron ejecutados por el gobierno iraquí, por cometer crímenes graves en contra de civiles.
El 19 de enero de 2012, 34 personas fueron ejecutadas en un solo día. A comienzos de octubre de 2013, 42 personas condenadas por el delito de terrorismo, fueron ahorcados en el transcursos de dos días. Para aquella fecha, un total de 132 personas fueron ejecutadas en 2013.
En julio de 2016, el Primer ministro iraquí Haider al-Abadi ordenó la ejecución de todos los terroristas condenado por el atentado mediante un coche bomba que acabó con la vida de 250 personas en un centro comercial en Karrada, Bagdad.
En 2016, Irak llevó a cabo al menos 88 ejecuciones.
Después de la derrota de ISIS en Mosul en 2017, Irak juzgó y sentenció a muerte a una enorme cantidad de terroristas.

## Ejecuciones destacadas
El 5 de noviembre de 2006, el dictador Sadam Huseín fue condenado a la horca por crímenes en lesa humanidad, y fue ejecutado el 30 de diciembre de 2006, a las 6 de la madrugada. Durante la ejecución, se registró un sonido que indicó que el cuello de Sadam se habría roto, evidenciando que la muerte fue instantánea.
Por contraste, Barzan Ibrahim al-Tikriti, líder del Mukhabarat, la agencia de seguridad de Sadam, y Awad Hamed al-Bandar, exjuez en jefe, fueron ejecutados el 15 de enero de 2007, bajo el mismo método que Sadam, pero Barzan fue decapitado por la cuerda al final de su caída, indicando que la cuerda era demasiado larga, y que no resistió el peso corporal del condenado.
También el exvicepresidente Taha Yasin Ramadan había recibido cadena perpetua el 5 de noviembre de 2006, pero su pena fue conmutada a morir en la horca, el 12 de febrero de 2007. Fue el cuarto y último hombre en ser ejecutado por los crímenes de lesa humanidad de 1982, el 20 de marzo de 2007. Esta vez, la ejecución fue realizada sin problemas, ni errores en el procedimiento.
En el juicio por genocidio en Anfal, el primo de Sadam, Alí Hasán al Mayid (alias Alí el Químico), exministro de defensa Sultan Hashim Ahmed al-Tay, y el exdiputado Hussein Rashid Mohammed fueron sentenciados a la horca por su participación en la Operación Al-Anfal contra civiles kurdos, el 24 de junio de 2007.  Al-Mayid recibió 3 condenas de muerte: la primera el 2 de diciembre de 2008, por la represión de una revuelta chiita junto con Abdul-Ghani Abdul Ghafur, realizada en 1991; la segunda el 2 de marzo de 1999, por el homicidio del Ayatolá Mohamed al-Sadr; y la tercera condena fue el 17 de enero de 2010, por ataque químico a la población kurda en 1988; Al-Mayid fue ahorcado el 25 de enero de 2010.
El 26 de octubre, Tarik Aziz, quién fue Primer ministro durante el régimen de Sadam Huseín, fue sentenciado a la horca por su implicancia en la persecución de partidos políticos chiitas opositores. Sin embargo, Aziz falleció de un ataque cardíaco el 5 de junio de 2015, antes de recibir la condena.
El 14 de julio de 2011, Sultan Hashim Ahmed al-Tay y dos hermanastros de Sadam -Sabawi Ibrahim al-Tikriti y Watban Ibrahim al-Tikriti (ambos condenado a muerte el 11 de marzo de 2009, por su rol en las ejecuciones de 42 comerciantes acusados de manipular los precios de los alimentos)- fueron entregados a las autoridades iraquíes para su ejecución.